# Miiko Taka
Miiko Taka (高 美以子?, Taka Miiko; Seattle, 24 giugno 1925 – 4 gennaio 2023) è stata un'attrice statunitense.

## Biografia
Figlia di immigrati dal Giappone, Miiko Taka crebbe a Los Angeles. Nel 1942 fu internata con la sua famiglia al Gila River War Relocation Center, un campo di concentramento in Arizona.
Miiko Taka, che alla metà degli anni cinquanta lavorava come impiegata presso un'agenzia di viaggi a Los Angeles, fu scoperta da un talent scout in un festival locale dedicato ai Nisei, i giovani giapponesi di seconda generazione, nati negli Stati Uniti. Anche se non aveva precedenti esperienze di recitazione, il regista Joshua Logan dopo il rifiuto di Audrey Hepburn scelse lei per il ruolo di Hana-ogi nel film Sayonara (1956), con Marlon Brando. L'interpretazione della Taka fu accolta favorevolmente da pubblico e critica, le regalò fama internazionale e la Warner Brothers stipulò con lei un contratto a lungo termine.
Dopo Sayonara, Miiko Taka lavorò accanto ad altri celebri attori, come Jeffrey Hunter in All'inferno per l'eternità (1958), Glenn Ford in Tanoshimi, è bello amare (1961), Bob Hope in I guai di papà (1964), James Garner in L'arte di amare (1965), Cary Grant in Cammina, non correre (1966). Recitò in due occasioni con Toshirō Mifune, la prima nel film Buona fortuna maggiore Bradbury (1975), e successivamente nella miniserie televisiva Shōgun, realizzata nel 1980.
Miiko Taka morì nel gennaio 2023 a novantasette anni.

## Vita privata
Nel 1944 a Baltimora, Miiko Taka sposò Dale Ishimoto, da cui ebbe un figlio, Greg Shikata, che lavorò nell'industria cinematografica, e una figlia. La coppia divorziò nel 1958 e, nel 1963, l'attrice si risposò con il giornalista televisivo Lennie Blondheim. Risiedeva a Las Vegas, nel Nevada.

## Filmografia parziale

### Cinema
- Sayonara, regia di Joshua Logan (1957)
- All'inferno per l'eternità (Hell to Eternity), regia di Phil Karlson (1960)
- Tanoshimi, è bello amare (Cry for Happy), regia di George Marshall (1961)
- I senza paura (Operation Bottleneck), regia di Edward L. Cahn (1961)
- I guai di papà (TA Global Affair), regia di Jack Arnold (1964)
- L'arte di amare (The Art of Love), regia di Norman Jewison (1965)
- Cammina, non correre (Walk, Don't Run), regia di Charles Walters (1966)
- La forza invisibile (The Power), regia di Byron Haskin (1968)
- Orizzonte perduto (The Lost Horizon), regia di Charles Jarrott (1973)
- Buona fortuna maggiore Bradbury (Paper Tiger), regia di Ken Annakin (1975)
- Moses Wine detective (The Big Fix), regia di Jeremy Kagan (1978)
- L'ultima sfida (The Challenge), regia di John Frankenheimer (1982)

### Televisione
- Hawaiian Eye – serie TV, episodio 1x03 (1959)
- Avventure in paradiso (Adventures in Paradise) – serie TV, episodio 2x23 (1961)
- Le spie (I Spy) – serie TV, episodio 1x13 (1965)
- Selvaggio west (The Wild Wild West) - serie TV, episodio 2x25 (1967)